# Pierre-François Cornic-Dumoulin
Pour les articles homonymes, voir Cornic et Dumoulin.
Pierre-François Cornic-Dumoulin, né le 23 juillet 1731 à l' île-de-Bréhat et mort le 11 avril 1801 à Bréhat, est un officier français de marine.

## Biographie
Cousin de Charles Cornic, il sert dans la marine marchande dès 1740 et effectue de nombreuses campagnes aux Antilles et à Terre-Neuve. 
En 1755, il embarque comme pilotin sur le vaisseau du roi Opiniâtre dans l'escadre de Dubois de La Motte envoyée au Canada puis devient second et Officier bleu de l' Agathe sous les ordres de son cousin (1756) avant de passer en avril 1758 sur l' Écho dans une mission de transport au Canada. Fait prisonnier en juin, il est libéré rapidement et devient le commandant de la Licorne puis de l' Étourdie parties porter assistance à Saint-Domingue (1761-1763). 
En 1762, il est admis dans la Marine royale comme lieutenant de frégate mais reprend du service dans le commerce en 1763. 
Officier auxiliaire pendant la guerre d'Amérique, il commanda la corvette Serin en 1780 puis le Jeune-Henri (1782-1783) et de nouveau la Serin de 1783 à 1785. 
Admis définitivement dans la Marine royale en juillet 1783 comme lieutenant de frégate, il sert comme officier des classes à Morlaix en avril 1786 puis à Tréguier en avril 1791 et est nommé capitaine de vaisseau en avril 1793. 
Contre-amiral (octobre 1793), il commande l'escadre réunie à Saint-Malo dont le but est d'aller attaquer Jersey mais le projet est annulé. En mars 1795, il devient commandant des forces navales de la Manche et est promu vice-amiral en octobre mais le Directoire ne confirme pas sa nomination. 
Commandant des armes à Saint-Malo, il est suspendu pour incivisme en janvier 1798 et est réformé en juillet suivant. Il meurt à Bréhat le 11 avril 1801.